# Литч, Арчибальд
Арчибальд «Арчи» Литч (англ. Archibald "Archie" Leitch; 27 апреля 1865 — 25 апреля 1939) — шотландский архитектор, наиболее известный по проектированию футбольных стадионов в Великобритании и Ирландии.
Уроженец Глазго, Литч начал работать архитектором в родном городе, проектируя здания заводов и фабрик. Впоследствии занялся проектированием стадионов. Его первым стадионом стал «Айброкс Парк», домашний стадион «Рейнджерс», построенный в 1899 году.
Стадионы, построенные по проектам Литча, считаются в большей степени функциональными, нежели эстетически изысканными. В них явно прослеживается влияние ранних индустриальных проектов Литча. Типичный стадион, построенный по его проекту, состоит из двухъярусных трибун с перекрёстными стальными балюстрадами спереди верхних ярусов, и покрыт наклонной крышей, которая накрывает трибуны и завершается над футбольным полем.
Первым проектом Литча в Англии стала трибуна «Джон Стрит» на «Брэмолл Лейн», которая вмещала 3000 сидячих и 6000 стоячих мест, а также большую зону для журналистов, сконструированную в средневековом (тюдоровском) стиле.
Даже после трагедии 1902 года, когда 25 человек погибли после обрушения трибуны на «Айброкс Парк», архитектурные проекты Литча продолжали пользоваться спросом. В течение четырёх последующих десятилетий он был главным футбольным архитектором Великобритании. В общей сложности он сконструировал, частично или полностью, более 20 британских стадионов с 1899 по 1939 годы, включая:
- «Айброкс Парк», Глазго
- «Брэмолл Лейн», Шеффилд
- «Вест Хэм Стэдиум», Кастом Хаус, Лондон
- «Вилла Парк», Бирмингем
- «Уиндзор Парк», Белфаст
- «Вэлли Пэрейд», Брадфорд
- «Дэлимаунт Парк», Дублин
- «Ден», Нью-Кросс, Лондон
- «Денс Парк», Данди
- «Делл», Саутгемптон
- «Гудисон Парк», Ливерпуль
- «Ивуд Парк», Блэкберн
- «Кардифф Армс Парк», Кардифф
- «Крейвен Коттедж», Фулем, Лондон
- «Лидс Роуд», Хаддерсфилд
- «Лэнсдаун Роуд», Дублин
- «Мейн Роуд», Манчестер
- «Молинью», Вулвергемптон
- «Олд Траффорд», Траффорд, Большой Манчестер
- «Парк Авеню», Брадфорд
- «Рокер Парк», Сандерленд
- «Селтик Парк», Глазго
- «Селхерст Парк», Южный Норвуд, Лондон
- «Старкс Парк», Керколди
- «Стэмфорд Бридж», Уолем Грин, Лондон
- «Туикенем», Туикенем, Лондон
- «Тайнкасл», Эдинбург
- «Уайт Харт Лейн», Тоттенхэм, Лондон
- «Фраттон Парк», Портсмут
- «Хайбери», Хайбери, Лондон
- «Хиллсборо», Шеффилд
- «Хоум Парк», Плимут
- «Хэмпден Парк», Глазго
- «Эйрсом Парк», Мидлсбро
- «Энфилд», Ливерпуль

Многие из проектов Литча были разрушены для последующей реконструкции (особенно после доклада Тейлора и перестройки стадионов в полностью сидячие), например, трибуна «Тринити Роуд» на «Вилла Парк», которая считалась одной из его лучших работ, была разрушена в 2000 году. По сей день сохранились главная трибуна и павильон на «Крейвен Коттедж», а также фасад главной трибуны на «Айброкс» (хотя сама трибуна была реконструирована); и то, и другое в настоящее время находится под охраной государства как памятник архитектуры.